# Alfondeguilla (kommunhuvudort)
Alfondeguilla är en kommunhuvudort i Spanien.   Den ligger i provinsen Província de Castelló och regionen Valencia, i den östra delen av landet, 300 km öster om huvudstaden Madrid. Alfondeguilla ligger 281 meter över havet och antalet invånare är 858.
Terrängen runt Alfondeguilla är huvudsakligen kuperad, men åt sydost är den platt. Runt Alfondeguilla är det tätbefolkat, med 297 invånare per kvadratkilometer. Närmaste större samhälle är Sagunto, 16,6 km söder om Alfondeguilla. 